# Cmentarz żydowski w Resku
Cmentarz żydowski w Resku – kirkut powstał w 1 połowie XIX wieku. Mieścił się na lewym brzegu rzeki Regi, przy obecnej ul. Zachodniej, około 1 kilometra od centrum miasta. Otoczony był kamiennym ogrodzeniem. Jego powierzchnia to 0,8 ha. Kirkut został zdewastowany jeszcze przed 1939, ale ostatni pogrzeb Miał miejsce na nim prawdopodobnie między 1944 a 1945 rokiem. Obecnie teren kirkutu jest całkowicie zarośnięty, nie ogrodzony, a macewy usunięto z niego wcześniej. Można było na nim odnaleźć jedynie szczątki macew z nieczytelnymi napisami, pochodzących z lat po 1882 roku, które przypominały o roli tego miejsca w historii miasta. Nie są podejmowane żadne czynności mające na celu zabezpieczenie i utrzymanie dawnego kirkutu.